# Tay Trefenwyd
(Terry Brooks, Il primo re di Shannara)
Tay Trefenwyd è uno dei protagonisti del libro Il primo re di Shannara e aiuta Bremen nella lotta per la salvezza delle Quattro Terre.

## Storia
Tay è un elfo originario della città di Arborlon che si è unito all'ordine dei Druidi. Era il migliore amico di Jerle Shannara e sin dal suo primo giorno nella fortezza di Paranor fu affascinato dal carisma di Bremen benché egli fosse emarginato all'interno della comunità druidica.
Il giovane elfo, sotto la guida del vecchio druido si applicò nel campo delle arti magiche e si specializzò nel dominio delle forze elementari; tra l'altro è uno dei pochi druidi a tenere conto dell'ammonimento di Bremen, lasciando con lui la fortezza prima dell'attacco del Signore degli Inganni.
Per ordine del vecchio druido, torna a casa, nelle Terre dell'Ovest per convincere gli Elfi a inviare il loro esercito in soccorso al Regno dei Nani, assediato dalle forze di Brona. Egli chiese anche aiuto e supporto per la ricerca della mitica Pietra Nera degli Elfi. Il Re Ballindarroch gli concesse il permesso per trovare l'antico artefatto, e accettò di inviare truppe per sostenere i Nani ma alcuni Messaggeri del Teschio massacrarono l'intera famiglia reale. Tay riuscì a salvare solo due nipoti del monarca. Mentre il popolo elfico è sconvolto dalla decimazione della famiglia regnante, il giovane elfo assieme a Jerle Shannara e un gruppo di soldati, partono alla ricerca della Pietra Nera e così scoprono tra impervie montagne l'antica fortezza di Fauce Magna in cui fu nascosta la pietra arcana. All'interno del bastione, gli elfi scoprirono che la Pietra Nera era stata collocata al centro di un giardino oscuro; per attraversarlo incolume, Tay utilizzò la magia e si rivestì di un velo di malvagità che ingannò il guardiano vegetale. Quando egli prese l'artefatto la fortezza iniziò a collassare e dopo una frenetica fuga si ritrovarono faccia a faccia con un gruppo di gnomi capeggiato da due Messaggeri del Teschio. Il giovane elfo era ancora troppo debole per usare la magia per contrastare le malvagie creature, e dovette ricorrere a usare la Pietra Nera degli Elfi, che distrusse i nemici in pochi secondi ma riversò nell'elfo tutta la loro malvagità e la loro sete di potere. Sapendo di essere stato irrimediabilmente corrotto, per mettere al sicuro i suoi compagni decise di sacrificarsi.